# Назарова, Александра Евгеньевна
Александра Евгеньевна Назарова (укр. Олександра Євгенівна Назарова; род. 30 ноября 1996, Харьков) — украинская фигуристка, выступавшая в танцах на льду. В паре с Максимом Никитиным становилась шестикратной чемпионкой Украины (2015, 2017, 2018, 2020—2022), победительницей Универсиады (2017) и участницей Олимпийских игр (2018, 2022).
Знаменосец сборной Украины на церемонии открытия Олимпиады в Пекине. По состоянию на июнь 2022 года Назарова и Никитин занимали восемнадцатое место в рейтинге Международного союза конькобежцев.

## Биография
Александра Назарова родилась 30 ноября 1996 года в Харькове. В 2014 году начала обучение в Харьковской государственной академии физической культуры.

### Юниорские годы
В начале карьеры Александра Назарова занималась одиночным катанием. Впоследствии тренер Галина Чурилова поставила её в пару с Максимом Никитиным. На международной арене они дебютировали на юниорских этапах Гран-при осенью 2010 года.
Главным достижением пары на юношеском уровне была серебряная награда на первых юношеских Олимпийских играх, состоявшихся в 2012 году в Инсбруке. На командных соревнованиях в Инсбруке вместе с французским одиночником Тимофеем Новакиным и эстонской одиночницей Синдрой Крииса им немного не хватило до бронзовой медали, при этом сами украинские танцоры и финишировали в своём разряде первыми.
На следующий сезон украинские танцоры возобновили свои выступления в юниорских Гран-при. Очень неплохо они выступили на этапах в Хорватии и Австрии, где финишировали пятыми. В начале декабря украинцы выиграли юниорский турнир в Венгрии, и затем выиграли национальное первенство среди юниоров. Это дало им право выступить на мировом юниорском чемпионате в Италии. Дебют сложно оценить однозначно, пара не сумела удержать две квоты для украинской федерации, в итоге заняла место во второй десятке. В конце этого сезона, после чемпионата в Милане, Галина Чурилова предложила им перейти под руководство Александра Жулина и Олега Волкова, и переехать в Москву, для дальнейшего спортивного развития.
На юниорских этапах Гран-при следующего сезона украинские фигуристы выиграли две серебряные медали в Эстонии и Польши; что позволило им уверенно выйти в юниорский финал Гран-при в японском городе Фукуока. В декабре они на самом финале финишировали пятыми. В марте 2014 года украинцы в очередной раз приняли участие на чемпионате мира среди юниоров в Софии. В Болгарии фигуристы вошли в пятёрку и вернули Украине двойную квоту на следующий сезон.
Осенью 2014 года фигуристы стартовали на двух юниорских этапах Гран-при. В Эстонии они выиграли бронзовую медаль, а в Чехии финишировали рядом с пьедесталом. Однако это не позволило им выйти во второй раз в финал Гран-при.

### Взрослая карьера
В конце ноября 2014 года спортсмены дебютировали на взрослом уровне. Украинцы приняли участие в Кубке Варшавы и в упорной борьбе выиграли серебряные медали. Через две недели танцоры стартовали на Золотом коньке Загреба, где украинцы немного не дотянули до пьедестала. Сразу после этого пара впервые стала чемпионами Украины, дебютировав на нём. В январе следующего года фигуристы дебютировали на континентальном чемпионате в Стокгольме и дебют был удачным они финишировали рядом с десяткой. В марте они стартовали на юниорском чемпионате мира в Таллине и выиграла на нём бронзовые награды. В конце марта состоялся их дебют на мировом чемпионате в Шанхае. Который также следует признать удачным, они уверенно вышли в финальную часть и финишировали в середине второй десятке.
Новый сезон Александра и Максим начали в Солт-Лейк-Сити на турнире серии «Челленджер» International Figure Skating Classic, где финишировали четвёртыми. В октябре месяце пара дебютировала во взрослой серии Гран-при на американском этапе в Милуоки, где они заняли предпоследнее место. Далее они выступили в Эстонии на Кубке Таллина, где замкнули шестёрку, однако им не удалось принять участие в национальном чемпионате из-за травм. По этой же причине они пропустили и европейское первенство, но сумели восстановиться к концу марта 2016 года и приняли участие на мировом чемпионате в Бостоне.
Перед началом сезона 2016-17 завершили работу с Александром Жулиным и перешли под руководство Игоря Шпильбанда. Под руководством новых тренеров на Кубке Ницце они выиграли бронзовую медаль. Затем последовало выступление в серии Гран-при в Париже на французском этапе, где они заняли место в середине турнирной таблицы. Через две недели они стартовали в Минске на международном турнире и выиграли его. Далее последовал «Золотой конёк» в Загребе, на котором фигуристы финишировали в шестёрке. На чемпионате Украины 2016 года через неделю они вернули себе чемпионский титул после годичного перерыва. На чемпионате Европы в январе 2017 года в Остраве они улучшили все свои прежние спортивные достижения и сумели завоевать для украинской федерации две квоты на следующий чемпионат, финишировав на 9 месте. Через неделю в Алма-Ате на XXVIII зимней Универсиаде украинские танцоры выиграли «золото». В конце марта фигуристы удачно выступали на мировом чемпионате в Хельсинки, где прошли в произвольную программу и сумели квалифицироваться на следующие Олимпийские игры. При этом были улучшены все их прежние спортивные достижения.

### Олимпийский сезон

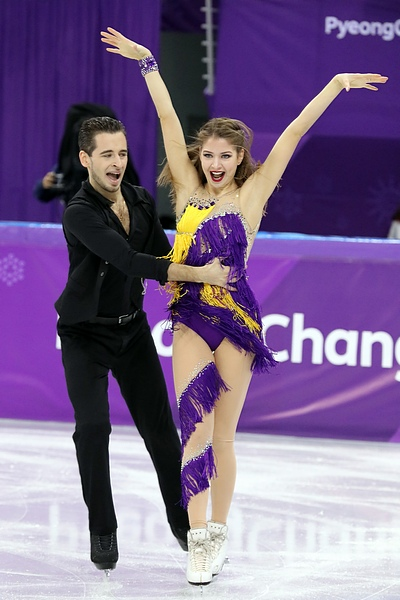
Никитин и Назарова на Олимпиаде (2018)

В сентябре 2018 года украинская пара начала олимпийский сезон в Бергамо, где на Кубке Ломбардии выиграла бронзовые медали. Не совсем удачным было выступление в середине октября в Ницце на Кубке города, где пара финишировала в пятёрке. Через две недели они выступали на турнире серии «Челленджер» в Минске, где финишировали рядом с пьедесталом. Им удалось незначительно улучшить свои прежние достижения в сумме и произвольной программе. Через три недели фигуристы приняли участие в японском этапе серии Гран-при, где финишировали в середине турнирной таблицы. Им также удалось улучшить свои прежние достижения в сумме и произвольном танце. В середине ноября пара удачно выступила в Варшаве на Кубке города, на котором они финишировали с «бронзой». Через месяц в столице своей страны они в третий раз стали национальными чемпионами. В середине января пара выступила на континентальном чемпионате в Москве, где они сумели финишировать только во второй десятке. В середине февраля в Канныне на личном турнире Олимпийских игр украинские танцоры выступили не очень удачно, они даже не прошли в финальную часть. Ещё через месяц они выступали в Милане на мировом чемпионате, где финишировали в середине второй десятки.
В 2022 году, вместе с фристайлистом Александром Абраменко, была знаменосцем сборной Украины на церемонии открытия Олимпийских игр. До начала российского вторжения на Украину одним из тренеров пары являлся россиянин Александр Жулин. После чего танцоры прекратили сотрудничество с Жулиным, другие ученики которого — Синицина и Кацалапов — выступили на митинг-концерте в честь годовщины присоединения Крыма к РФ, при этом, были одеты в куртки с нашивкой «Z».
В августе 2022 года Назарова и Никитин, катавшиеся вместе почти двадцать лет, завершили соревновательную карьеру. Последним стартом для них был чемпионат мира 2022, проходивший после вторжения России на Украину. Специально к турниру пара подготовила символический ритмический танец, музыкальным сопровождением которого была песня Джамалы «1944» и «Червона калина» в исполнении Андрея Хлывнюка. Они снялись с произвольного проката, ввиду малого времени на подготовку и развлекательного содержания композиции — музыка из «Мулен Руж!», — что показалось фигуристам неуместным.

## Результаты
CS: Challenger Series
| Соревнования                | 10/11         | 11/12         | 12/13         | 13/14         | 14/15         | 15/16         | 16/17         | 17/18         | 18/19         | 19/20         | 20/21         | 21/22         |
| Международные               | Международные | Международные | Международные | Международные | Международные | Международные | Международные | Международные | Международные | Международные | Международные | Международные |
| --------------------------- | ------------- | ------------- | ------------- | ------------- | ------------- | ------------- | ------------- | ------------- | ------------- | ------------- | ------------- | ------------- |
| Олимпиада — танцы на льду   |               |               |               |               |               |               |               | 21            |               |               |               | 20            |
| Олимпиада — команда         |               |               |               |               |               |               |               |               |               |               |               | 10            |
| Чемпионат мира              |               |               |               |               | 17            | 19            | 15            | 15            | 20            |               | 20            | WD            |
| Чемпионат Европы            |               |               |               |               | 11            |               | 9             | 11            |               | 10            |               | 10            |
| Гран-при России             |               |               |               |               |               |               |               |               |               |               | 6             |               |
| Гран-при Японии             |               |               |               |               |               |               |               | 6             | 9             |               |               | 8             |
| Гран-при Франции            |               |               |               |               |               |               | 7             |               |               |               |               |               |
| Гран-при США                |               |               |               |               |               | 7             |               |               | 8             |               |               |               |
| CS Мемориал Дениса Тена     |               |               |               |               |               |               |               |               |               |               |               | 2             |
| CS Budapest Trophy          |               |               |               |               |               |               |               |               |               |               | 1             |               |
| CS Nebelhorn Trophy         |               |               |               |               |               |               |               |               | 9             |               |               |               |
| CS Lombardia Trophy         |               |               |               |               |               |               |               | 3             |               | 3             |               |               |
| CS Minsk-Arena Ice Star     |               |               |               |               |               |               |               | 4             |               | 3             |               |               |
| CS Tallinn Trophy           |               |               |               |               |               | 6             |               |               |               |               |               |               |
| CS U.S. Classic             |               |               |               |               |               | 4             |               |               |               |               |               |               |
| CS Warsaw Cup               |               |               |               |               | 2             |               |               | 3             |               |               |               |               |
| CS Золотой конёк Загреба    |               |               |               |               | 4             |               | 6             |               |               |               |               |               |
| Кубок Виктора Петренко      |               |               |               |               |               |               |               |               |               |               |               | 1             |
| LuMi Dance Trophy           |               |               |               |               |               |               |               |               |               |               | 1             |               |
| Bosphorus Cup               |               |               |               |               |               |               |               |               |               | 2             |               |               |
| Mezzaluna Cup               |               |               |               |               |               |               |               |               |               | 1             |               |               |
| Open Ice Mall Cup           |               |               |               |               |               |               |               |               | 1             |               |               |               |
| Santa Claus Cup             |               |               |               |               |               |               |               | 1             |               |               |               |               |
| Мемориал Павела Романа      |               |               |               |               |               |               |               | 1             |               | 1             |               |               |
| Minsk-Arena Ice Star        |               |               |               |               |               |               | 1             |               |               |               |               |               |
| Cup of Nice                 |               |               |               |               |               |               | 3             | 5             |               |               |               |               |
| Универсиада                 |               |               |               |               |               |               | 1             |               |               |               |               |               |
| Соревнования                | 10/11         | 11/12         | 12/13         | 13/14         | 14/15         | 15/16         | 16/17         | 17/18         | 18/19         | 19/20         | 20/21         | 21/22         |
| Международные среди юниоров |               |               |               |               |               |               |               |               |               |               |               |               |
| Олимпиада — танцы на льду   |               | 2             |               |               |               |               |               |               |               |               |               |               |
| Олимпиада — команда         |               | 4             |               |               |               |               |               |               |               |               |               |               |
| Чемпионат мира              |               |               | 11            | 5             | 3             |               |               |               |               |               |               |               |
| Финал Гран-при              |               |               |               | 5             |               |               |               |               |               |               |               |               |
| Гран-при Чехии              |               |               |               |               | 4             |               |               |               |               |               |               |               |
| Гран-при Эстонии            |               |               |               | 2             | 3             |               |               |               |               |               |               |               |
| Гран-при Польши             |               |               |               | 2             |               |               |               |               |               |               |               |               |
| Гран-при Хорватии           |               |               | 5             |               |               |               |               |               |               |               |               |               |
| Гран-при Австрии            | 11            |               | 5             |               |               |               |               |               |               |               |               |               |
| Гран-при Великобритании     | 7             |               |               |               |               |               |               |               |               |               |               |               |
| Volvo Open Cup              |               |               |               | 2             |               |               |               |               |               |               |               |               |
| Santa Claus Cup             |               | 8             | 1             |               |               |               |               |               |               |               |               |               |
| Istanbul Cup                |               | 5             |               |               |               |               |               |               |               |               |               |               |
| NRW Trophy                  | 10            | 5             | 7             |               |               |               |               |               |               |               |               |               |
| Национальные                |               |               |               |               |               |               |               |               |               |               |               |               |
| Чемпионат Украины           |               |               |               |               | 1             |               | 1             | 1             |               | 1             | 1             | 1             |